# Fulani

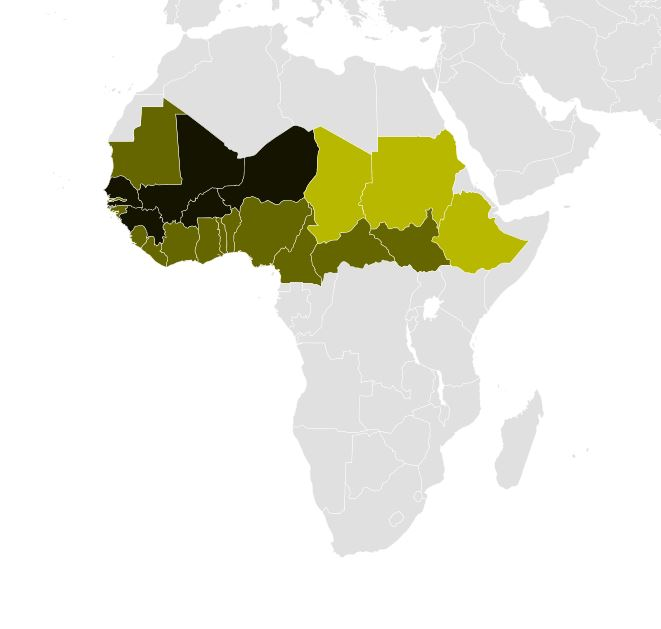
Mappa della distribuzione dei Fulani in africa. Le gradazioni di verde indicano la percentuale relativa nei vari paesi.

I fulani sono un'etnia dell'Africa subsahariana. Sono diffusi dalla Mauritania al Sudan e la loro popolazione complessiva ammonta a circa 42 milioni nel 2025, con una crescita stimata annua del 3,2%. Tradizionalmente nomadi e dediti alla pastorizia e al commercio, oggi la maggior parte dei fulani è sedentarizzata, ma conservano una significativa percentuale di individui (un terzo secondo le stime) tuttora dedita alla pastorizia itinerante.
I Fulani sono il più numeroso popolo al mondo di tipo nomade e dedito alla pastorizia.

## Terminologia

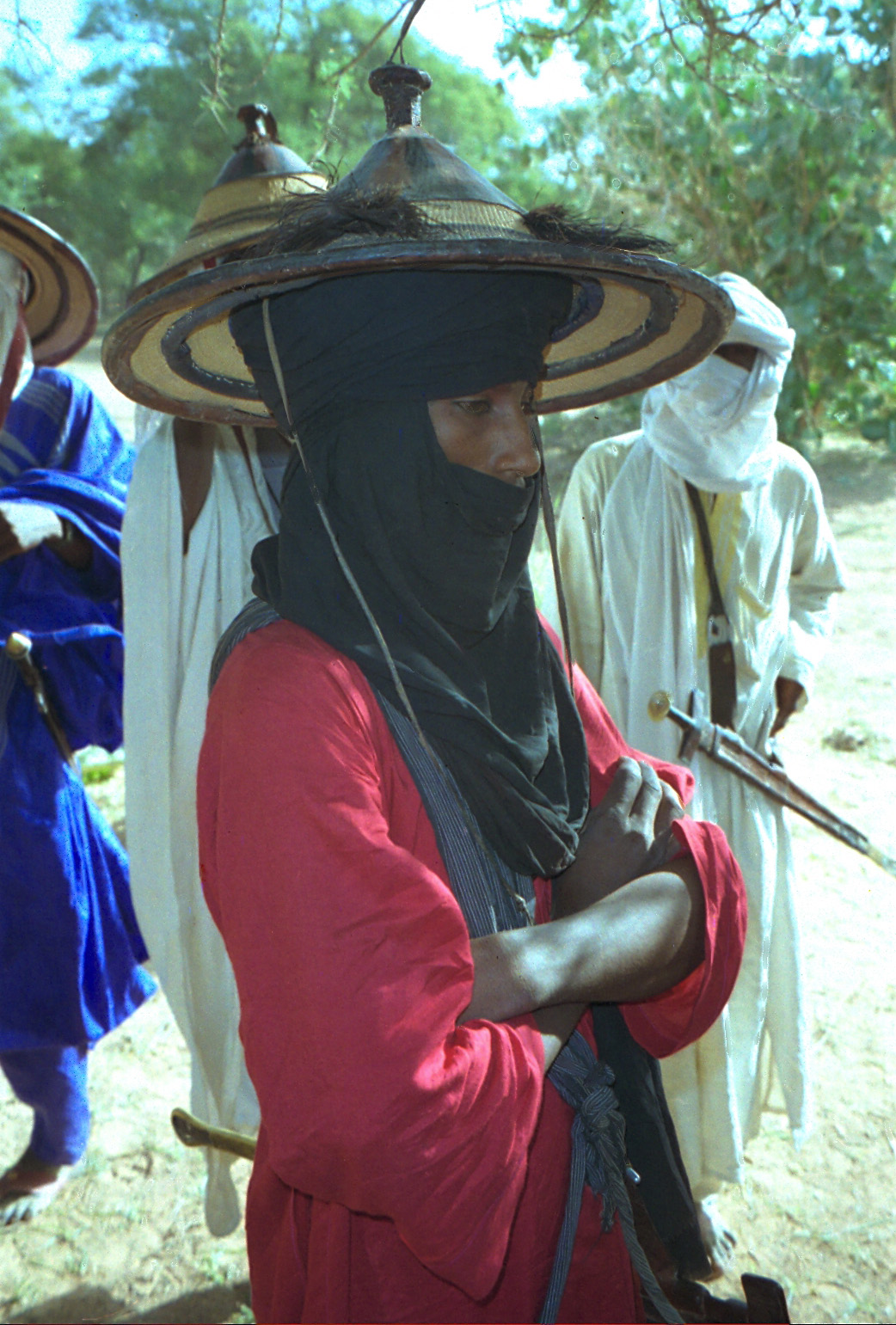
Uomo fulani con il tipico cappello indossato sopra a un turbante

Loro stessi si definiscono con il nome di Fulbe (al singolare Pullo), nome che deriva da una parola in lingua fulfulde che significa "libero". Fulani è la definizione di derivazione araba, mentre in francese il nome della popolazione è peul. La forma mandinka usata in Senegal e Gambia è fula, mentre in Sudan la popolazione araba li chiama "fellà" o "fallata".

## Storia

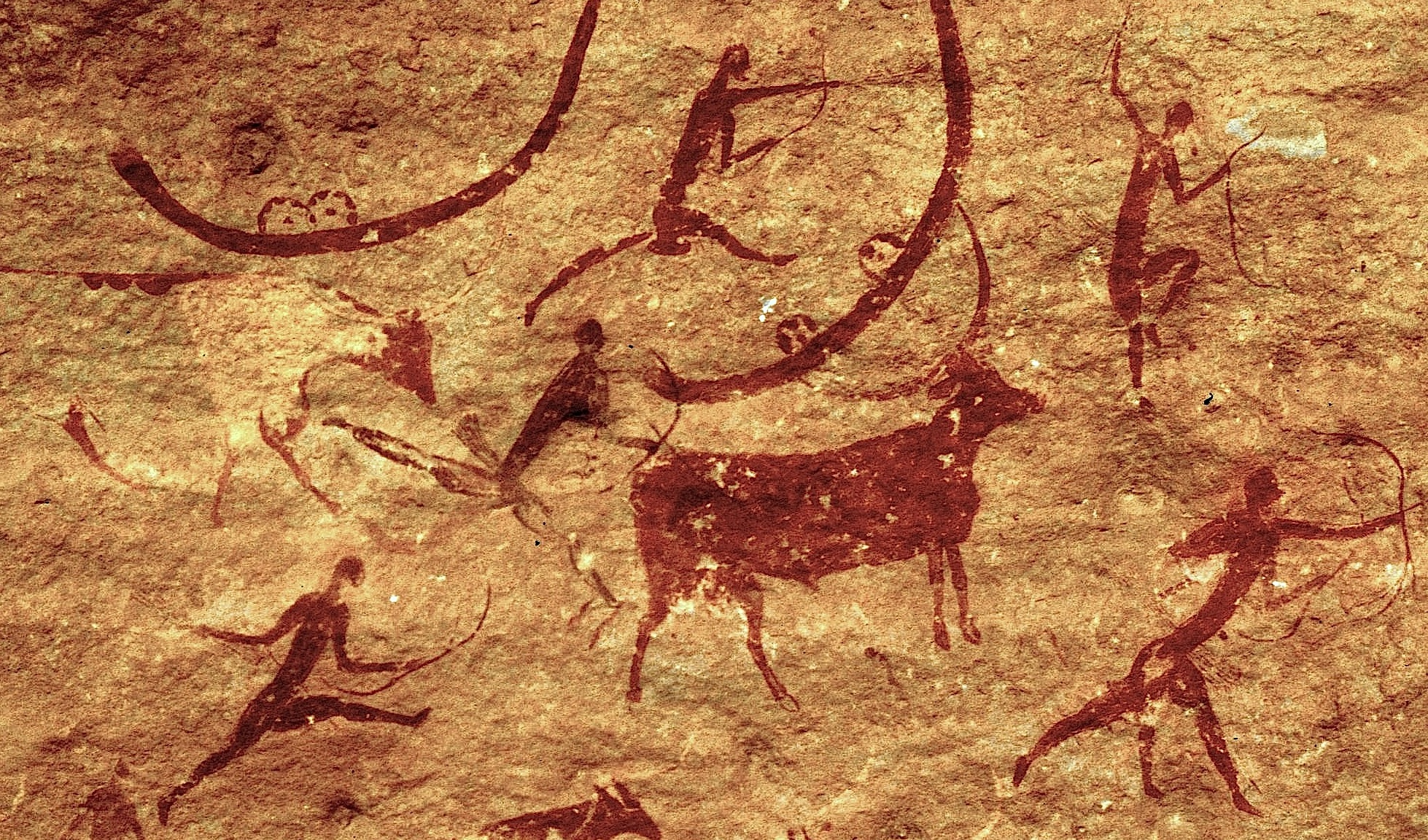
Arte rupestre Tassili

Vi sono diverse teorie sull'origine della popolazione fulani: una di queste ipotizza che siano i discendenti di una popolazione preistorica del Sahara, migrata inizialmente verso il Senegal e in seguito (intorno all'anno 1000 a.C.) lungo le rive del fiume Niger alla ricerca di pascoli per le mandrie. Le storie orali dei Fulani suggeriscono che le loro origini si trovano nel Nord Africa. La loro etnogenesi probabilmente è nata come risultato delle interazioni tra un'antica popolazione dell'Africa occidentale e popolazioni nordafricane come i berberi o gli egiziani.
Intorno al VII secolo, a causa dell'inaridimento del Sahara, iniziarono a migrare verso sud, inizialmente verso la valle del Senegal, dove si mescolarono con le popolazioni preesistenti. Il regno di Tekrur fu una delle prime entità politiche guidate dai Fulani, seguito dal Regno di Denanke, che sorse dopo il tramonto dei grandi imperi saheliani di Ghana, Mali e Wolof.
I Fulani furono tra i primi gruppi sub-sahariani ad adottare l'Islam. Secondo David Levison, l'adozione dell'Islam fece sentire ai Fulani una "superiorità culturale e religiosa rispetto ai popoli circostanti, e quell'adozione divenne un importante indicatore di confine etnico" tra loro e altri gruppi etnici africani nel Sahel e nell'Africa occidentale. I Fulani svolsero quindi un ruolo centrale nella promozione dell'Islam nell'Africa occidentale, attraverso mezzi sia pacifici che violenti. In particolare, tra il XVIII e il XIX secolo promossero una serie di guerre, note come "jihad fulani", in cui la ricerca di nuove terre e nuovi pascoli si unì al fervore religioso e riformatore sulla base dei principi islamici. Tali campagne li portarono a fondare una serie di Stati islamici in tutta l'Africa occidentale, tra cui preminenti furono l'Imamato di Futa Jalon, l'Imamato di Futa Toro, il Califfato di Hamdullahi e soprattutto il Califfato di Sokoto, che divenne nel XIX secolo lo Stato più grande dell'Africa occidentale.
Gli stati fulani furono infine sopraffatti dal colonialismo europeo nell'ambito della spartizione dell'Africa alla fine del XIX secolo, ma il popolo fulani rimane influente nella maggior parte degli stati nati dalla decolonizzazione della regione.

## Studi

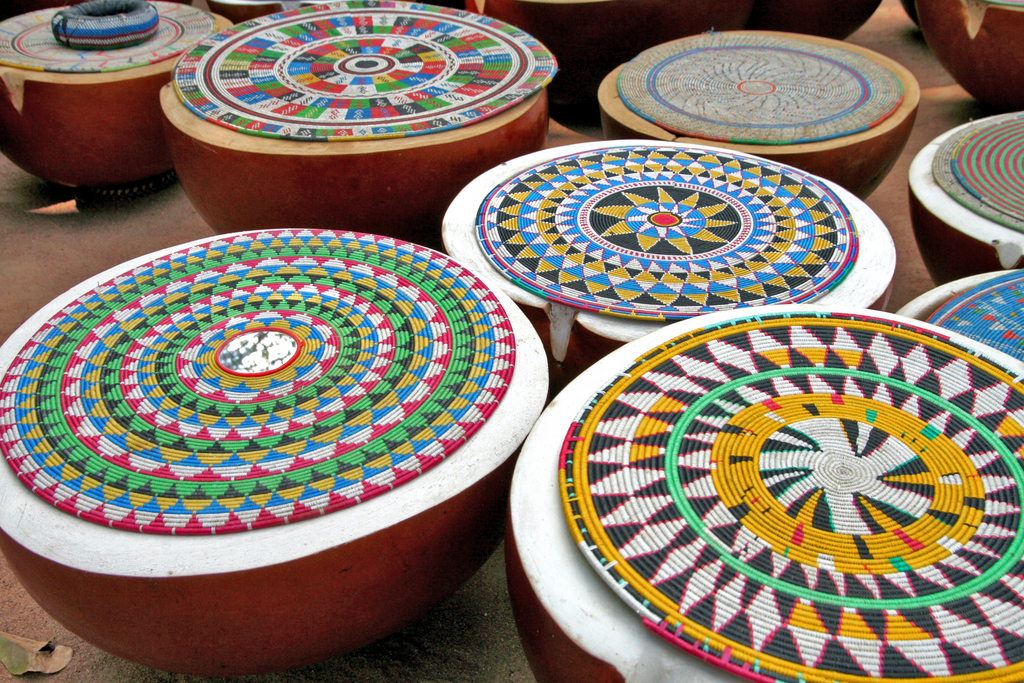
Zucche utilizzate per il burro, lo stoccaggio del latte e come contenitori in genere

Henri Lhote, studioso francese di preistoria, ha dedicato uno studio ai Fulani (Peuls in francese) dal titolo L'extraordinaire aventure des Peuls.
Uno studio genetico, condotto nel 2024 su 460 persone di 18 popolazioni locali Fulani in 7 Paesi dell'Africa, ha rivelato una componente genetica comune negli iberomaurusiani e nell'inizio della pastorizia nel Sahara verde tra 5 e 12.000 anni fa.
Vi fu un'espansione dal Sahara occidentale a quello orientale con una variazione clinale e una commistione con altre popolazioni africane a nord dell'equatore.
I progressi della produzione di cibo nell'Olocene contraddistinto un incremento demografico e una forte espansione dei territori occupati dalle varie popolazioni. Uno studio genetico comparato del 2019 ha concluso che propongono che gli antenati della popolazione Fulani abbiano subito una commistione tra un gruppo dell'Africa occidentale e un gruppo con ascendenze sia europee sia nordafricane.